# مارسل روشمیر
مارسل روشمیر (انگلیسی: Marcel Ruschmeier؛ زادهٔ ۲۰ اوت ۱۹۹۵) بازیکن فوتبال اهل آلمان است.
از باشگاه‌هایی که در آن بازی کرده‌است می‌توان به باشگاه فوتبال اسنابروک اشاره کرد.